# Coccopilatus babaevi
Coccopilatus babaevi är en stekelart som beskrevs av Svetlana N. Myartseva och Sugonjaev 1974. Coccopilatus babaevi ingår i släktet Coccopilatus och familjen sköldlussteklar.
Artens utbredningsområde är Turkmenistan. Inga underarter finns listade i Catalogue of Life.